# David Córcoles
David Córcoles Alcaraz (Alicante, Comunidad Valenciana, España, 8 de mayo de 1985) es un futbolista español. Juega de lateral derecho, y su actual equipo es el Club Deportivo Alcoyano, de la Segunda División B de España.

## Trayectoria
Se formó en las categorías inferiores del San Blas Alto C. F., siendo más tarde fichado por el Hércules CF, actúa principalmente como lateral derecho, se dio a conocer por la afición herculana cuando aún no había subido al primer equipo, fue cuando lo convocaron con la selección española sub-16. En la temporada 2001/02 jugó en el juvenil del Hércules CF de la División de Honor Juvenil. Esa misma temporada ya realizó entrenamientos con el primer equipo y debutó en Segunda División B con el equipo ya clasificado para disputar la fase de ascenso, en un Real Madrid CF B-Hércules CF (2-2) en la antigua Ciudad Deportiva del club madridista. 
Tras su paso por el club herculano, se marchó al Valencia CF B donde estuvo 4 temporadas; aquí tuvo cierta continuidad y llegó a debutar en la Copa de la UEFA en la 2006/07 con el Valencia CF, sustituyendo a Miguel Pallardó en el último minuto contra  la AS Roma el 5 de diciembre de 2006. 
El verano de 2007 fichó por el filial del FC Barcelona. En su primera temporada se proclamó campeón de Tercera División y posteriormente logró el ascenso a Segunda División B.
El verano de 2008 Pep Guardiola, que había sido su técnico la temporada anterior en el filial, le llevó a la concentración de pretemporada del primer equipo en Escocia, donde debutó en un amistoso ante el Hibernian FC. Terminó la pretemporada con el filial, aunque una lesión de Martín Cáceres hizo que Guardiola le volviese a reclamar para disputar algunos minutos en la Trofeo Joan Gamper, que los azulgranas conquistaron ante el Boca Juniors.
Luego regresó al FC Barcelona Atlètic para jugar la temporada 2008/09 en Segunda B. Aunque fue inscrito como miembro de la primera plantilla de la Liga de Campeones de la UEFA, no llegó a disputar ningún partido del torneo, en el que el FC Barcelona se proclamó campeón.
Actualmente milita en el Club Deportivo Alcoyano

## Selección nacional
Fue internacional sub-16 y sub-17 con la Selección de fútbol de España. Disputó con la selección español sub-17 la Copa Atlántico en Las Palmas en 2002.

## Clubes
| Club                 | País   | Año       |
| -------------------- | ------ | --------- |
| Hércules CF          | España | 2002-2003 |
| Valencia CF Mestalla | España | 2003-2007 |
| FC Barcelona B       | España | 2007-2009 |
| Recreativo de Huelva | España | 2009-2015 |
| Albacete             | España | 2015-2016 |
| Racing de Santander  | España | 2016-2018 |

## Palmarés
Campeón de la Copa Generalitat Valenciana con el Hércules Infantil "A" en 1999.

### Campeonatos nacionales
| Título                   | Club                 | País   | Año  |
| ------------------------ | -------------------- | ------ | ---- |
| Liga de Tercera División | Valencia CF Mestalla | España | 2005 |
| Liga de Tercera División | FC Barcelona B       | España | 2008 |

### Torneo internacionales
| Título            | Club         | País   | Año  |
| ----------------- | ------------ | ------ | ---- |
| Liga de Campeones | FC Barcelona | España | 2009 |